# Walpole (condado de Cheshire)
Walpole es un lugar designado por el censo ubicado en el condado de Cheshire en el estado estadounidense de Nuevo Hampshire. En el Censo de 2010 tenía una población de 605 habitantes y una densidad poblacional de 190,22 personas por km².

## Geografía
Walpole se encuentra ubicado en las coordenadas 43°4′42″N 72°25′29″O / 43.07833, -72.42472. Según la Oficina del Censo de los Estados Unidos, Walpole tiene una superficie total de 3.18 km², de la cual 3.15 km² corresponden a tierra firme y (0.9%) 0.03 km² es agua.

## Demografía
Según el censo de 2010, había 605 personas residiendo en Walpole. La densidad de población era de 190,22 hab./km². De los 605 habitantes, Walpole estaba compuesto por el 97.19% blancos, el 0.33% eran afroamericanos, el 0% eran amerindios, el 0.83% eran asiáticos, el 0% eran isleños del Pacífico, el 0% eran de otras razas y el 1.65% pertenecían a dos o más razas. Del total de la población el 1.32% eran hispanos o latinos de cualquier raza.